# Ischnorrhabda
Ischnorrhabda is een geslacht van kevers uit de familie van de boktorren (Cerambycidae). De wetenschappelijke naam van het geslacht werd in 1890 gepubliceerd door Ludwig Ganglbauer.

## Soorten
- Ischnorrhabda macilenta Ganglbauer, 1890